# وزن (ترانه)
«وزن» (به انگلیسی The Weight) ترانه‌ای از گروه کانادایی-آمریکایی د بند است که در سال ۱۹۶۹ به عنوان تک‌آهنگ و در اولین آلبوم گروه به‌نام Music from Big Pink منتشر شد. این ترانه توسط رابی رابرتسون، گیتاریست گروه نوشته شده‌است. «وزن» به‌طور چشمگیری موسیقی پاپ آمریکا را تحت تأثیر قرار داد و از معروف‌ترین ترانه‌های گروه است.
این ترانه در فهرست ۵۰۰ ترانه برتر تمام اعصار رولینگ استون در رده چهل و یکم قرار دارد. تالار مشاهیر راک اند رول آن را یکی از ۵۰۰ ترانه دانست که به شکل‌گیری راک اند رول کمک کرد.
رابرتسون برای نوشتن این ترانه از فیلم‌های سورئال کارگردان اسپانیایی لوئیس بونوئل الهام گرفته‌است. همچنین ریک دانکو و ریچارد مانوئل نیز در نوشتن این آهنگ دست داشتند در حالیکه بیشتر موسیقی را گارت هادسون نوشته‌است.